# Vault-de-Lugny
Vault-de-Lugny ist eine französische Gemeinde mit 269 Einwohnern (Stand 1. Januar 2022) im Département Yonne in der Region Bourgogne-Franche-Comté. Sie gehört zum Arrondissement Avallon und ist Mitglied im Gemeindeverband Avallon-Vézelay-Morvan. Die Bewohner werden Valuciens und Valuciennes oder Avallonais und Avallonaises genannt.

## Geografie

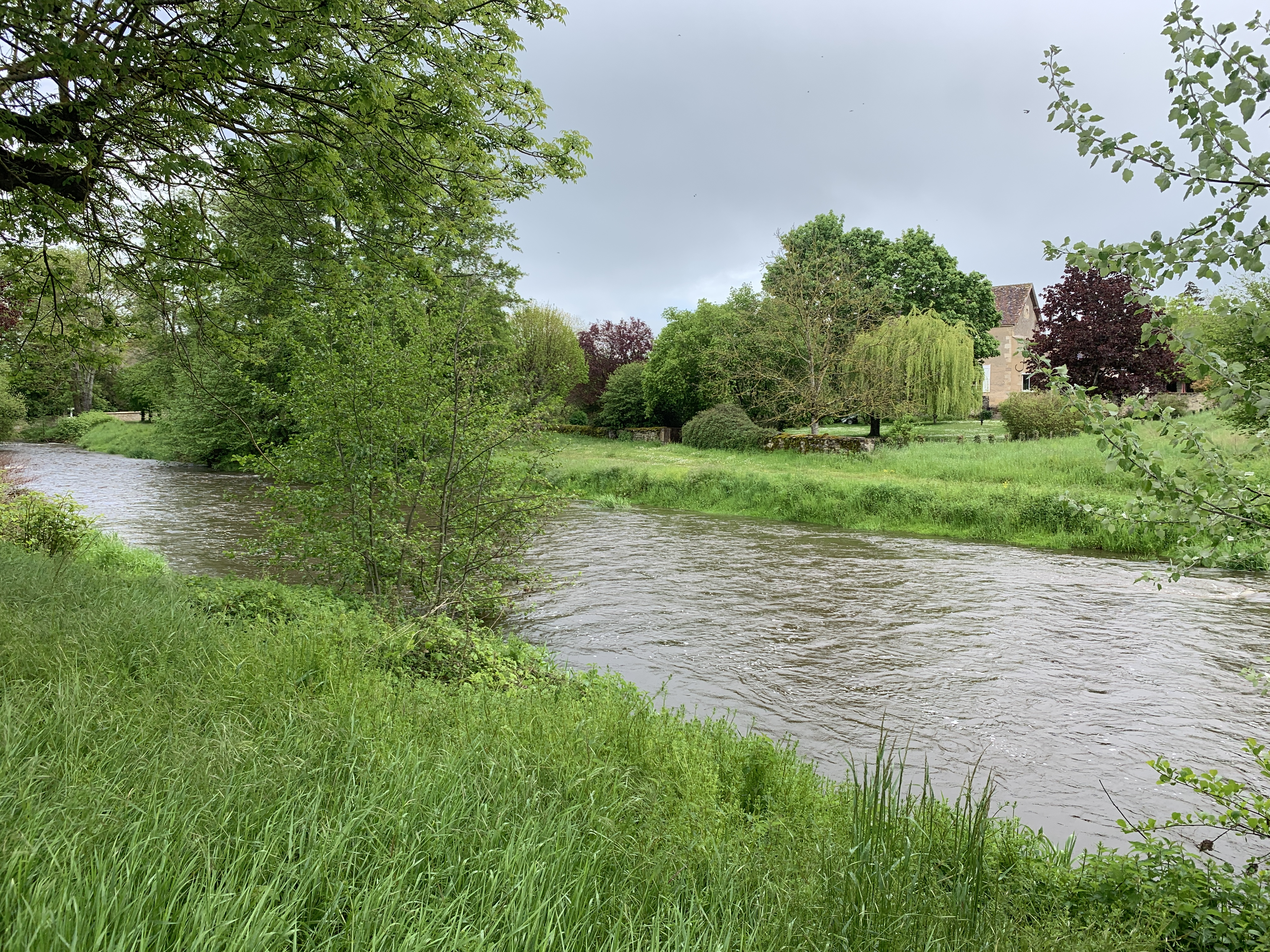
Der Cousin bei Vault-de-Lugny

Vault-de-Lugny liegt etwa 39 Kilometer südsüdöstlich von Auxerre und etwa fünf Kilometer westnordwestlich von Avallon. Das Dorf liegt in der Senke eines Mäanders des Cousin, der es im Osten, Süden und Westen eng umgibt. Sein von Süden kommender Nebenfluss am linken Ufer, der Ru d’Island, mündet unmittelbar südlich des Dorfes in den Cousin. Dieser selbst erhält zwei kleine Nebenflüsse aus der Gemeinde, darunter der Ru de Proinge. Der Ruisseau de Grenouille markiert den Norden der Gemeindegrenze zu Pontaubert. Über zwei Drittel der Fläche der Gemeinde wird landwirtschaftlich genutzt.
Umgeben wird Vault-de-Lugny von den sieben Nachbargemeinden:
|                     | Girolles                                    | Annéot     |
| Givry               | Kompassrose, die auf Nachbargemeinden zeigt | Pontaubert |
| Domecy-sur-le-Vault | Island                                      | Avallon    |

## Geschichte
Der westlich der Stadt Avallon im waldreichen Morvan-Gebiet gelegene Ort wurde an einer Furt des Cousin kurz vor dessen Mündung in die Cure bei Givry gegründet und galt als bedeutender Kontrollposten der Herzöge von Burgund, die mit dem Wasserschloss von Vault-de-Lugny auch den Warenverkehr in der Region beaufsichtigten.
Der Ort entwickelte sich seit dem 13. Jahrhundert um das Wasserschloss und stagnierte durch die teilweise Schleifung der Anlage im 18. Jahrhundert. Neben der Flößerei und der Köhlerei entwickelte sich schließlich der Tourismus zum bedeutendsten Faktor des Ortes.

## Bevölkerungsentwicklung
| Vault-de-Lugny: Einwohnerzahlen von 1793 bis 2016                                                                          | Vault-de-Lugny: Einwohnerzahlen von 1793 bis 2016 | Vault-de-Lugny: Einwohnerzahlen von 1793 bis 2016 | Vault-de-Lugny: Einwohnerzahlen von 1793 bis 2016 | Vault-de-Lugny: Einwohnerzahlen von 1793 bis 2016 |
| --- | ------------------------------------------------- | ------------------------------------------------- | ------------------------------------------------- | ------------------------------------------------- |
| Jahr |                                                   |                                                   |                                                   | Einwohner                                         |
| 1793 | 1793                                              |                                                   | 877                                               | 877                                               |
| 1800 | 1800                                              |                                                   | 912                                               | 912                                               |
| 1806 | 1806                                              |                                                   | 833                                               | 833                                               |
| 1821 | 1821                                              |                                                   | 841                                               | 841                                               |
| 1831 | 1831                                              |                                                   | 851                                               | 851                                               |
| 1836 | 1836                                              |                                                   | 858                                               | 858                                               |
| 1841 | 1841                                              |                                                   | 852                                               | 852                                               |
| 1846 | 1846                                              |                                                   | 865                                               | 865                                               |
| 1851 | 1851                                              |                                                   | 838                                               | 838                                               |
| 1856 | 1856                                              |                                                   | 773                                               | 773                                               |
| 1861 | 1861                                              |                                                   | 756                                               | 756                                               |
| 1866 | 1866                                              |                                                   | 725                                               | 725                                               |
| 1872 | 1872                                              |                                                   | 722                                               | 722                                               |
| 1876 | 1876                                              |                                                   | 686                                               | 686                                               |
| 1881 | 1881                                              |                                                   | 703                                               | 703                                               |
| 1886 | 1886                                              |                                                   | 716                                               | 716                                               |
| 1891 | 1891                                              |                                                   | 684                                               | 684                                               |
| 1896 | 1896                                              |                                                   | 656                                               | 656                                               |
| 1901 | 1901                                              |                                                   | 607                                               | 607                                               |
| 1906 | 1906                                              |                                                   | 570                                               | 570                                               |
| 1911 | 1911                                              |                                                   | 530                                               | 530                                               |
| 1921 | 1921                                              |                                                   | 448                                               | 448                                               |
| 1926 | 1926                                              |                                                   | 440                                               | 440                                               |
| 1931 | 1931                                              |                                                   | 421                                               | 421                                               |
| 1936 | 1936                                              |                                                   | 398                                               | 398                                               |
| 1946 | 1946                                              |                                                   | 365                                               | 365                                               |
| 1954 | 1954                                              |                                                   | 349                                               | 349                                               |
| 1962 | 1962                                              |                                                   | 398                                               | 398                                               |
| 1968 | 1968                                              |                                                   | 378                                               | 378                                               |
| 1975 | 1975                                              |                                                   | 334                                               | 334                                               |
| 1982 | 1982                                              |                                                   | 322                                               | 322                                               |
| 1990 | 1990                                              |                                                   | 320                                               | 320                                               |
| 1999 | 1999                                              |                                                   | 328                                               | 328                                               |
| 2006 | 2006                                              |                                                   | 326                                               | 326                                               |
| 2011 | 2011                                              |                                                   | 321                                               | 321                                               |
| 2016 | 2016                                              |                                                   | 305                                               | 305                                               |
| Quelle(n): EHESS/Cassini bis 1999, INSEE ab 2006 Anmerkung(en): Ab 1962 offizielle Zahlen ohne Einwohner mit Zweitwohnsitz |                                                   |                                                   |                                                   |                                                   |

## Sehenswürdigkeiten
- Schloss Vault-de-Lugny aus dem 14., 16. und 17. Jahrhundert, heute Hotel, der ehemalige Donjon ist seit 1971 als Monument historique klassifiziert
- Kirche Saint-Germain-d’Auxerre aus dem 15. und 16. Jahrhundert, seit 1908 als Monument historique klassifiziert
- Haus Louis XIII, genannt „Clos Jordan“, aus dem 17. Jahrhundert, Fassaden und Dächer seit 1971 als Monument historique eingeschrieben

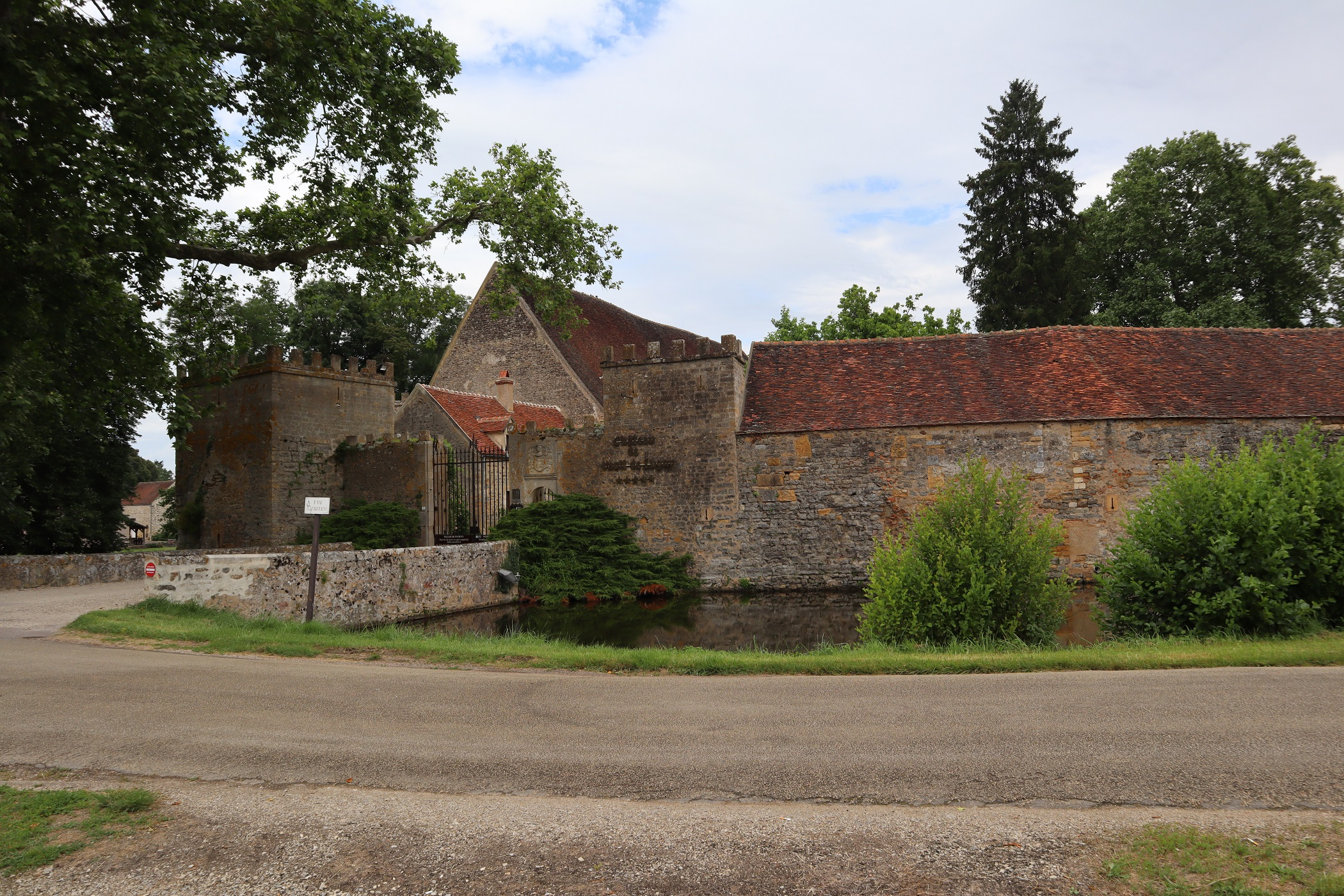
Schloss Vault-de-Lugny
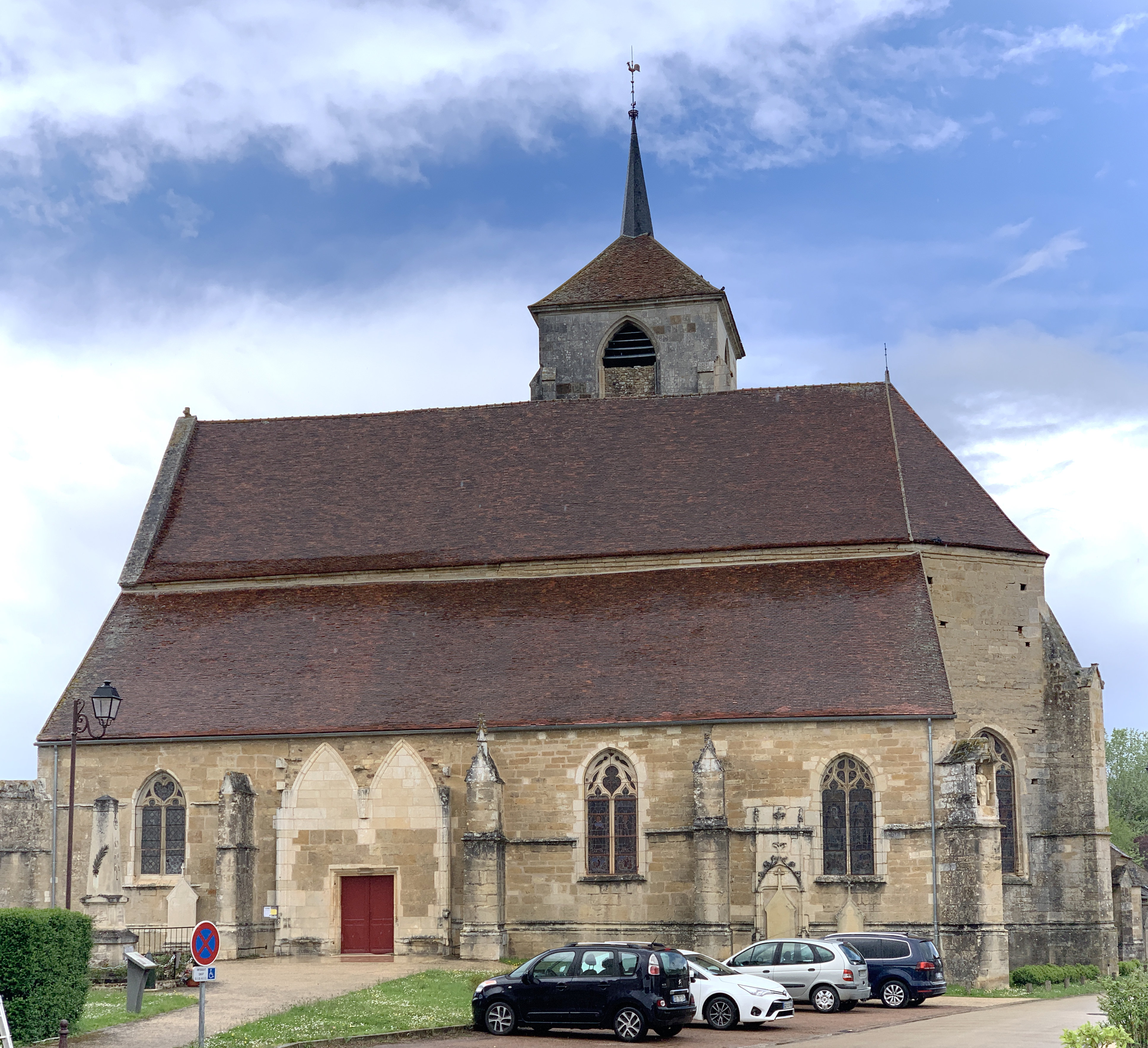
Kirche Saint-Germain-d’Auxerre